# إدارة نيمبوكو
إدارة نيمبوكو هي إدارة في باراغواي، عاصمتها بيلار.

## جغرافيا
تقع الإدارة في جنوب باراغواري وتتاخم الحدود مع الأرجنتين تبلغ مساحتها 12٬147٫0 كيلومتر مربع.

## الموقع
تشترك في الحدود مع:
- الإدارة المركزية (باراغواي)
- كوريينتس
- محافظة تشاكو
- ميسيونيس
- باراغواري
- محافظة فورموزا.

## ديموغرافيا
بلغ عدد سكانها 84٬123  نسمة، (في 2012 )